# Cortodera uniformis
Cortodera uniformis är en skalbaggsart som beskrevs av Holzschuh 1975. Cortodera uniformis ingår i släktet Cortodera och familjen långhorningar. Inga underarter finns listade i Catalogue of Life.